# Kizi
Kizi (rusky Кизи nebo Большое Кизи) je jezero v Chabarovském kraji v Rusku. Při průměrné úrovni hladiny má rozlohu 280 km², která se mění při kolísání úrovně hladiny. Dosahuje hloubky 3 až 4 m.

## Pobřeží
Jezero se dělí na tři části:
- Ajský záliv (Айский залив)
- Dolní Kizi (Нижнее Кизи)
- Horní Kizi (Верхнее Кизи)

Na východě je oddělené od Tatarského průlivu nevysokým (55 m) a úzkým (8,5 km) pruhem souše.

## Vodní režim
Jezero leží v úvalu pravého břehu dolního toku Amuru. Je s ním spojené průtokem.

## Využití
Na jezeře je rozvinutý rybolov.